# Bierdeckel

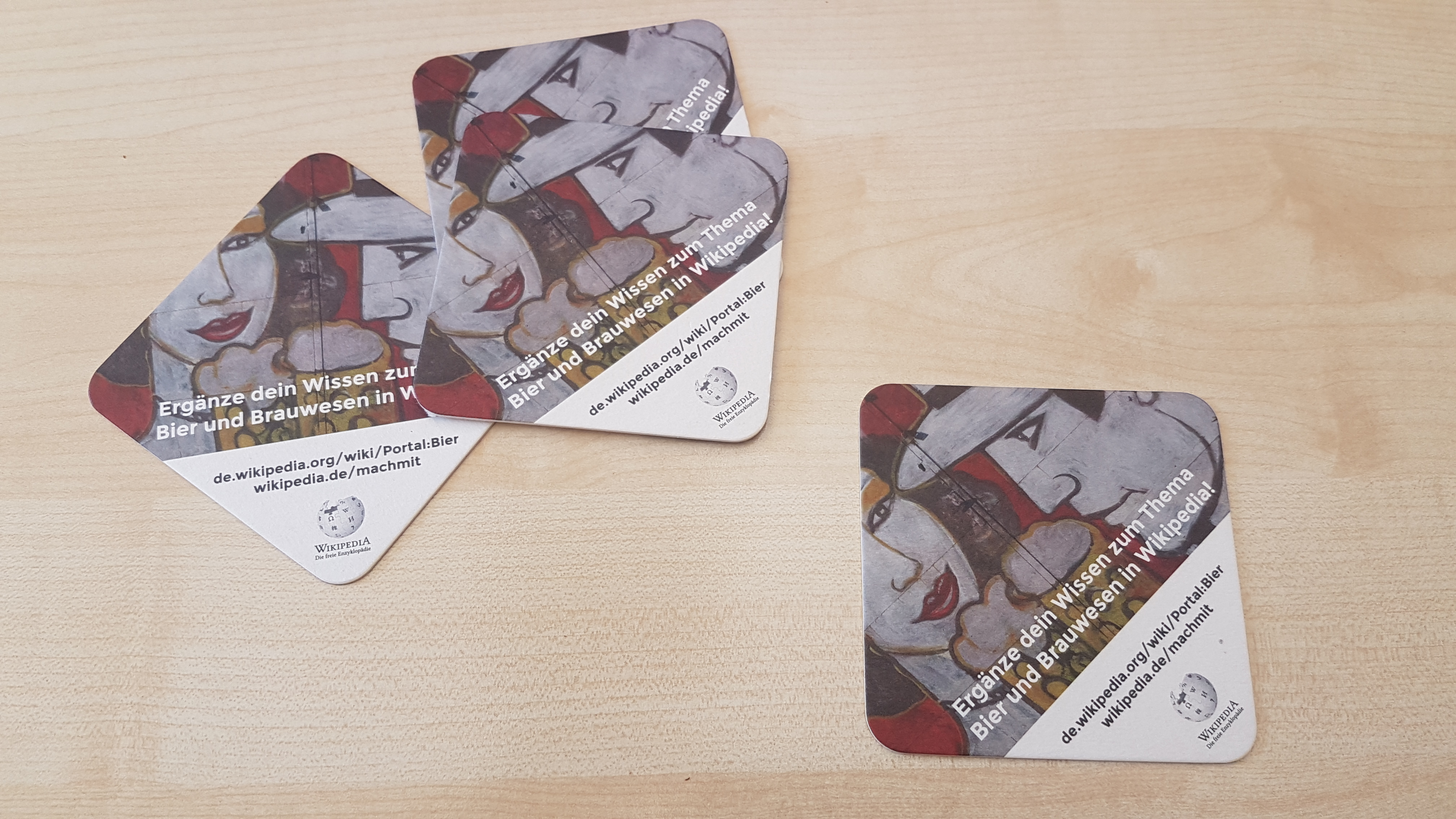
Bierdeckel für Freies Wissen

Der Bierdeckel (auch Bierteller oder Bierfilz genannt) dient vornehmlich als eine Unterlage für Biergläser, Bierkrüge und Bierflaschen. Die Dicke liegt bei 1,2 mm bis 1,5 mm, meist ist er aus Pappe (Pappedeckel) und wiegt zwischen 5 Gramm und 10 Gramm. Runde Bierdeckel haben im deutschsprachigen Raum standardmäßig einen Durchmesser von 107 Millimeter, doch sind auch quadratische Bierdeckel mit einer Seitenlänge von 93 Millimeter verbreitet. 

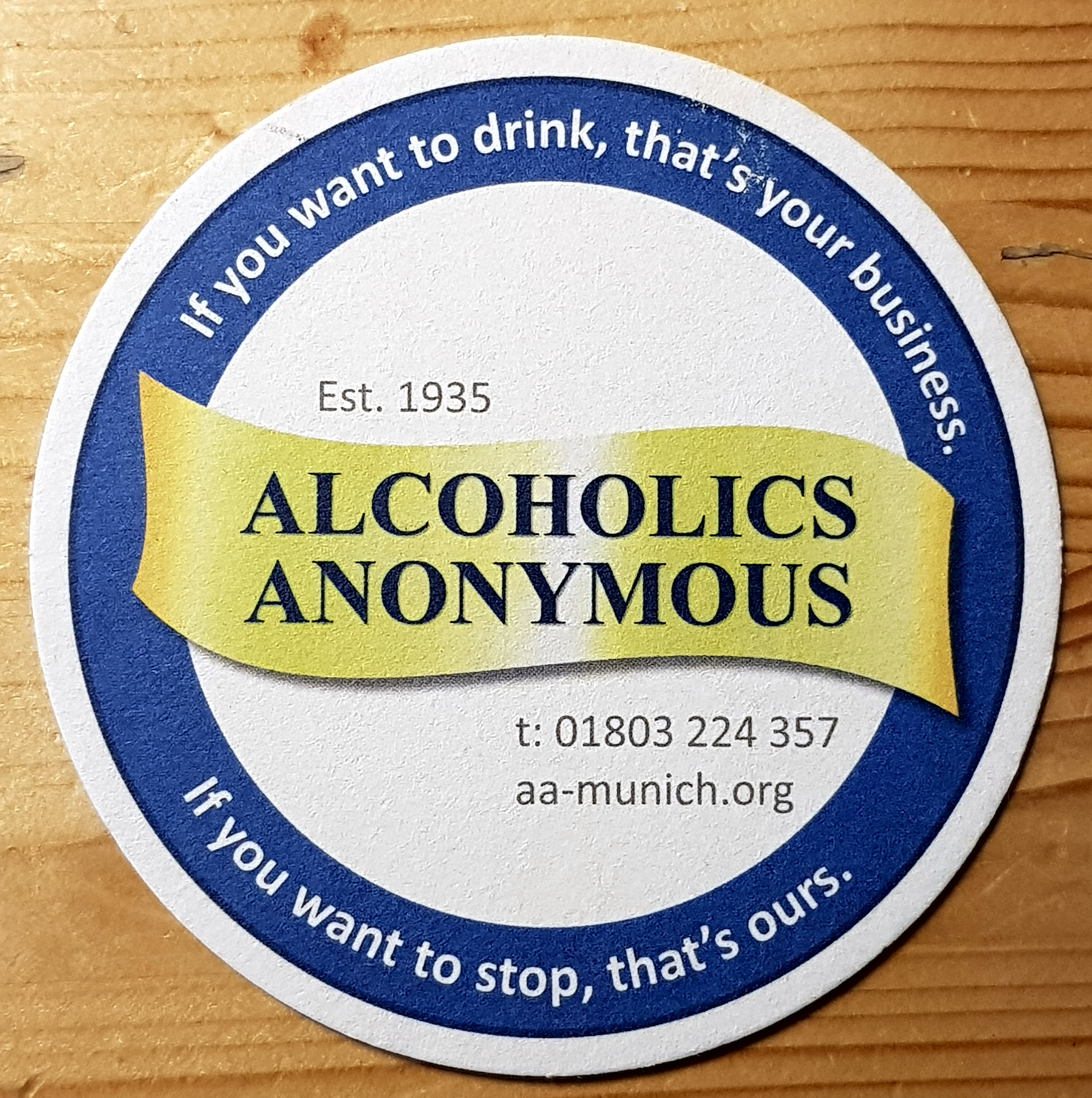
Bierdeckel der Anonymen Alkoholiker

 Daneben sind eine Vielzahl von Sonderformen verschiedener Institutionen verbreitet, die teilweise nur saisonal genutzt werden.
Ein Bierdeckel, auf dem der Gastwirt handschriftlich Art und Menge der vom Gast zu begleichenden Getränke und Speisen vermerkt, gilt als Urkunde. Dies gilt im gleichen Sinne, wenn der Gast „anschreiben“ lässt, also vereinbart, erst anderntags zu bezahlen: Umgangssprachlich hat er dann beim Wirt noch „einen (offenen) Deckel stehen“.

## Geschichte

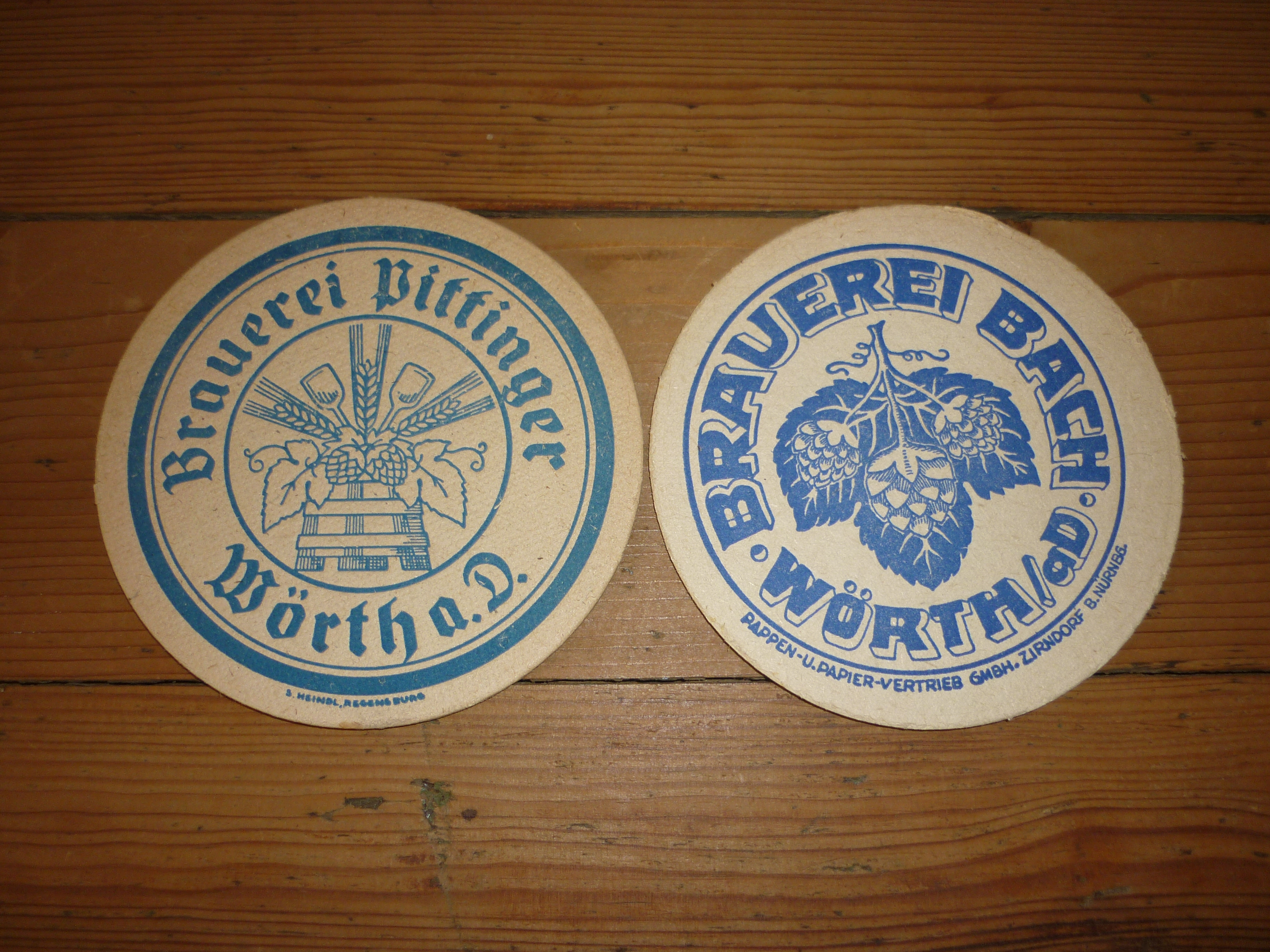
Seltene Bierdeckel der 1950er Jahre aus Wörth an der Donau

Im 19. Jahrhundert tranken die reicheren Leute das Bier aus Bierseideln mit Deckeln aus Zinn oder Silber. Einfachere Leute benutzten Krüge ohne Deckel. Als Untersetzer dienten damals Filze, die so genannten Bierfilze. Diese waren meist aus Wolle und konnten bei Verschmutzung einfach gewaschen werden. Trank man Bier im Freien, dann legte man diese Filze auf den Krug, damit weder Ungeziefer noch Laub das Bier verunreinigten. Aus dieser Funktion des Abdeckens stammt der Name Bierdeckel. Diese Bierfilze waren meist feucht und begünstigten die Vermehrung von Bakterien, sie waren also recht unhygienisch. Hinzu kam das Problem ihrer Wiederverwendung. Die feuchten Bierfilze wurden von der Bedienung beim Abräumen wieder eingesammelt und in Bierfilzständern, Einsätzen oder dachziegelartig aufgereiht luftgetrocknet.
Ab 1880 stanzte die Kartonagenfabrik und Druckerei Friedrich Horn in Buckau bei Magdeburg Bierglasuntersetzer aus Pappe und druckte verschiedene Motive auf. Schließlich entwickelte der gebürtige Dresdener Robert Sputh, der von 1872 bis 1882 Eigentümer der Papierfabrik Seifersdorf bei Radeberg war, in seiner neu erbauten Papiermühle in Mittelndorf 1892 den Vorläufer des heutigen Bierdeckels, die sogenannten Holzfilzplatten oder Faserguss-Untersetzer, bei denen der Papierbrei in runde Formen gefüllt und getrocknet wurde. Sputh ließ sich seine Erfindung patentieren.  Diese Holzfilzplatten hatten bereits einen Durchmesser von 107 Millimeter, waren 5 Millimeter dick und wurden in der nach ihm benannten Sputhmühle in Mittelndorf produziert.
Runde Bierdeckel mit einem Durchmesser von 110 mm und einer Dicke zwischen 4 und 8 mm stieß ein so genannter Bierteller-Automat aus. Diese Maschine verarbeitete eine breiige Pappmasse und war zwischen 1930 und 1960 in Deutschland verbreitet, setzte sich aber letztlich nicht durch.
1903 begann Casimir Otto Katz im Murgtal, die bis heute gebräuchlichen Bierdeckel überwiegend aus frischem heimischem Fichtenholz im Holzschliff-Verfahren (Holzschliffpappe) industriell herzustellen. Dessen lange Fasern sind sehr saugfähig. Aus den Holzprügeln wird ein Brei hergestellt, dem man dann Wasser entzieht. 2003 wurden pro Tag etwa 10 Millionen Stück Bierdeckel hergestellt. Die baden-württembergische Katz Group lieferte in ihren besten Zeiten jährlich 3,5 Milliarden Bierdeckel und hielt damit einen Weltmarktanteil von 75 %. Sie musste jedoch im April 2009 wegen des rückläufigen Bierkonsums Insolvenz anmelden. Die Koehler Paper Group übernahm im Oktober 2009 die Fa. Katz. Beim heutigen Nachfolger KATZ GmbH & Co. KG in Weisenbach wurden in der angegliederten Druckerei die Bierglasuntersetzer im 6-Farben-Offsetdruck bedruckt.

## Weitere Bezeichnungen
- Bierteller
- Bierfilz (in Altbayern, Oberfranken und Bayerisch-Schwaben, in Franken ist bis heute vom „Bierfilzla“ die Rede)
- Bierfuiz, Bierfuizl (in Bayern übliche Bezeichnung)
- Bierplattl (selten in Österreich)
- Getränkeuntersetzer
- Bierglasuntersetzer (BGU)
- englisch Coaster im angelsächsischen Sprachraum
- Werbeuntersetzer

## Funktionen des Bierdeckels

### Hauptzweck
Hauptzweck des Bierdeckels ist es, das Kondenswasser, welches sich durch die warme Umgebungsluft an der Außenseite der kalten Glaswand bildet und nach unten läuft, aufzusaugen, damit es weder auf Tisch oder Tischdecke läuft, noch vom Glas abtropft, wenn dieses zum Trinken angehoben und geneigt wird.

### Urkundencharakter

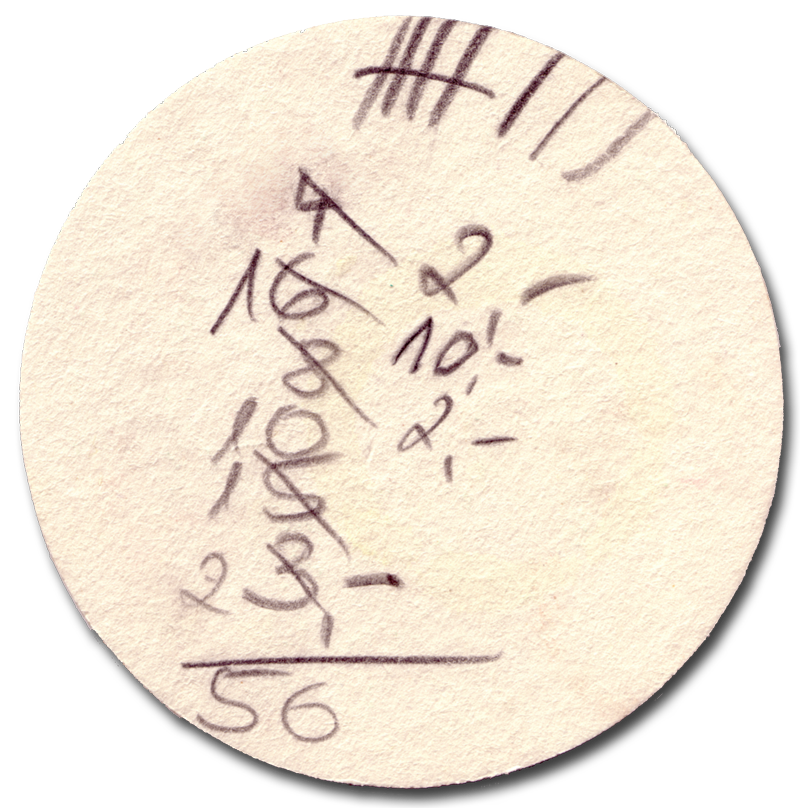
Bierdeckel als Abrechnungsgrundlage für konsumierte Speisen und Getränke

Vermerkt der Gastwirt auf einem Bierdeckel handschriftlich die Menge und Art der an den Gast ausgeschenkten Getränke und gelieferten Speisen, um diese Aufzeichnungen später zur Grundlage seiner Abrechnung zu machen, stellt er damit eine Urkunde im Sinne des materiellen Strafrechts nach § 267 Abs. 1 StGB her. Das gilt auch für Bierdeckel, auf denen der Getränkekonsum mit Bleistiftstrichen notiert wird (siehe Kerbholz). Die anderen Funktionen des Bierdeckels werden durch seine Urkundenfunktion in den Hintergrund gedrängt. Er erfüllt alle Anforderungen des Urkundenbegriffs, insbesondere enthält er eine schriftliche Erklärung, die im Rechtsverkehr zum Beweis geeignet und bestimmt ist. Er lässt den ausstellenden Gastwirt aus den äußeren Umständen erkennen. Als Urkunde übt er damit eine Beweisfunktion aus, die der einer Rechnung gleichkommt. Doch ist der Bierdeckel als Rechnung weder Voraussetzung für die Entstehung noch für die Fälligkeit des Zahlungsanspruchs des Gastwirts. Aus umsatzsteuerrechtlicher Sicht (§ 14 Abs. 1 UStG) gilt er nicht als Rechnung; er ist auch kein Kassenbon.
Der Vertrag über die Lieferung von Speisen und Getränken ist bereits vorher mündlich geschlossen worden, sodass mit Vertragsschluss feststeht, welche Zahlungspflichten bestehen oder entstehen werden. Einer Rechnung bedarf es für die Entstehung der Leistungspflichten daher nicht; der Bierdeckel gilt wegen der – meist von vorneherein nicht feststehenden – Liefermengen als Nachweis der sukzessiv bestellten Speisen und Getränke. Abredewidrige Veränderungen durch den Gast hieran sind dementsprechend als Urkundenfälschung (§ 267 Abs. 1 StGB), ein Verschwindenlassen oder Vernichten des Bierdeckels als Urkundenunterdrückung strafbar (§ 274 Abs. 1 Nr. 1 StGB).

### Weitere Nutzungsmöglichkeiten

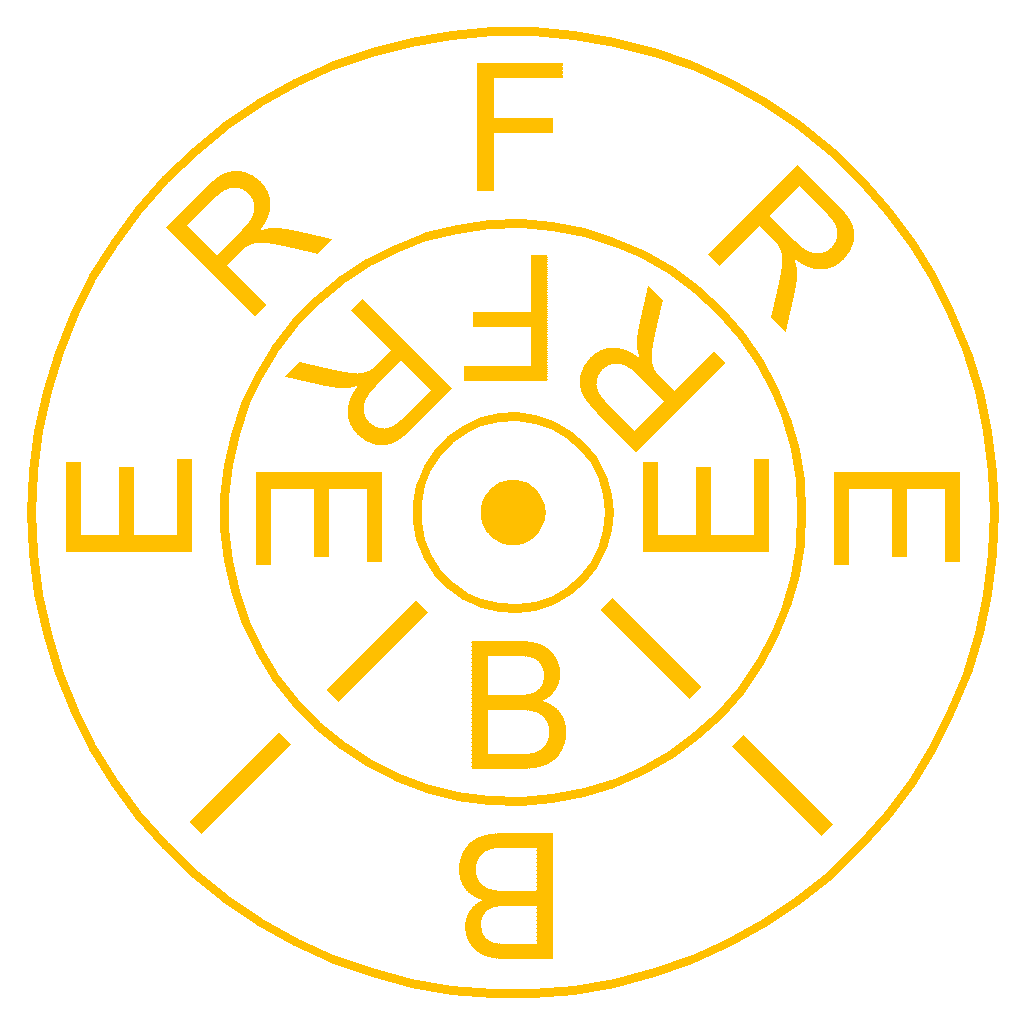
Bierdeckel-Design mit der doppelten Aufschrift „Freibier“

- Durch seinen Aufdruck dient er als Werbeträger.
- Verbreiten von Sinn- oder Merksprüchen, Aphorismen, Zitaten sowie Bierdeckelgeschichten.
- Notieren des Getränkekonsums am Gasthaustisch durch die Bedienung, etwa durch Striche (siehe oben)
- Anschreiben lassen („einen Deckel machen“): Durch Aufbewahren eines „unbezahlten“ Bierdeckels, mit Strichen oder einem Geldbetrag beschriftet, gewähren manche Wirte ihren Stammgästen einen Zahlungsaufschub
- In einigen Brauhäusern und Ländern signalisiert der auf das Glas gelegte Bierdeckel dem Kellner, dass der Gast kein weiteres Bier mehr trinken möchte.
- Quadratische Bierdeckel – mit abgerundeten Ecken – eignen sich gut zum Bau mehrstöckiger Kartenhäuser und werden auch gerne als Postkarten zweckentfremdet.
- Postunternehmen befördern mit einer Adresse versehene Bierdeckel, wenn diese als Großbrief frankiert sind.
- Bierdeckel sind ein populäres Sammelobjekt. Deren Sammler bezeichnen sich als Tegestologen, die Praxis des Sammelns von Bierdeckeln ist als Tegestologie bekannt.

## Trivia

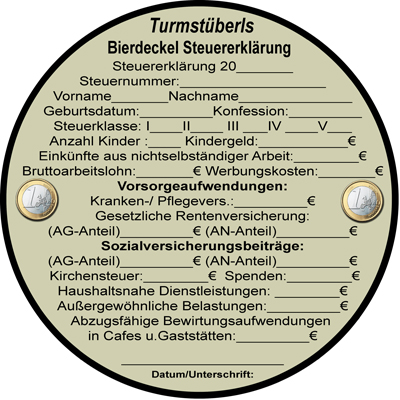
Petra Perles Variante der Steuererklärung auf einem Bierdeckel

Der CDU-Politiker Friedrich Merz stellte 2003 unter dem Schlagwort „Bierdeckelsteuer“ sein Konzept zur Steuerreform vor. Die Steuererklärung sollte demnach so verkürzt werden, dass sie auf einen Bierdeckel passt.